# William Carvalho
William Carvalho   (Luanda, 7 d'abril de 1992) és un jugador professional de futbol portuguès que juga com a migcampista defensiu al Club de Fútbol Pachuca. Ha sigut internacional amb la selecció de Portugal.
Va passar la major part de la seva carrera amb el Sporting CP des que va debutar amb el primer equip a l'edat de 18 anys, jugant un total de 192 partits i guanyant la Copa portuguesa de 2015.
Internacional absolut per a Portugal des de 2013, Carvalho va representar la nació en dues Copes del Món i en l'Eurocopa 2016, guanyant aquest últim torneig.